# Leila Barros
Leila Gomes de Barros (Brasilia, 30 september 1971) is een Braziliaanse politicus en voormalige volleyballer en beachvolleyballer. Met de nationale ploeg nam ze in de zaal deel aan drie opeenvolgende Olympische Spelen en won ze twee bronzen medailles. Ze maakte later de overstap naar het beachvolleybal en na haar sportieve carrière ging ze de politiek in. Van 2015 tot en met 2018 was ze namens de PRB minister van sport en vrije tijd van het Federaal District en sinds 2019 zetelt ze namens de PSB in de senaat.

## Carrière

### Zaal
Barros kwam van 1991 tot en met 2000 uit voor de Braziliaanse volleybalploeg. In 1992 eindigde ze met het team als vierde bij de Olympische Spelen in Barcelona; ze speelde enkel de wedstrijd tegen Cuba in de groepsfase die in vier sets verloren werd. In 1995 werd Barros met de nationale ploeg zowel bij de FIVB World Grand Prix in Shanghai als bij de World Cup in Japan tweede. Het jaar daarop won Barros met de nationale ploeg bij de Olympische Spelen in Atlanta de bronzen medaille ten koste van Rusland. Ze kwam in actie tijdens twee groepswedstrijden en tijdens de troostfinale. Daarnaast behaalde ze met de ploeg de overwinning in de Grand Prix.
In 1998 wonnen de Braziliaanse vrouwen met Barros in Hongkong opnieuw de Grand Prix en eindigden ze in Japan als vierde bij het WK achter Rusland. Het daaropvolgende jaar won de Braziliaanse ploeg de gouden medaille bij de Pan-Amerikaanse Spelen in Winnipeg ten koste van Cuba. Daarnaast behaalde het team bij de Grand Prix en de World Cup respectievelijk de tweede en derde plaats. In 2000 won Barros met de volleybalvrouwen in Sydney wederom de bronzen medaille bij Olympische Spelen door de Verenigde Staten in de troostfinale te verslaan. Ze speelde alle vijf de groepswedstrijden, alsook de kwart-, halve en troostfinale. Verder werd Brazilië bij de Grand Prix in Manilla derde.

### Beach

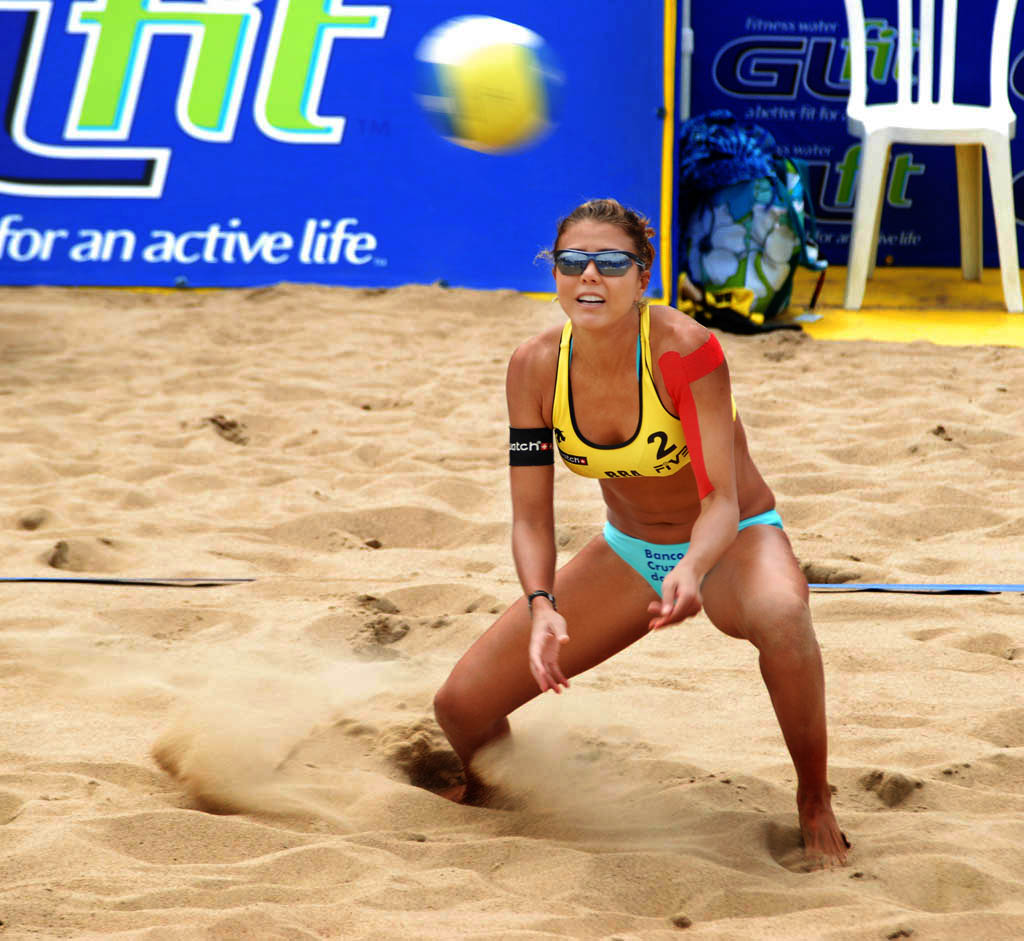
Barros in actie (2007)

Barros maakte in 2001 de overstap naar het beachvolleybal en vormde in 2002 een team met Sandra Pires. Het duo nam deel aan elf toernooien in de FIVB World Tour en behaalde zes vijfde plaatsen (Gstaad, Stavanger, Marseille, Rodos, Osaka en Vitória). Het seizoen daarop speelde ze met Mônica Rodrigues zeven internationale wedstrijden met twee vijfde plaatsen (Rodos en Osaka) als resultaat. Nadat ze in 2004 een plek in de Braziliaanse zaalselectie probeerde te bemachtigen voor de Spelen van Athene, vormde ze van 2005 tot en met 2007 een team met Ana Paula Connelly – met wie ze eerder al bij de nationale volleybalploeg speelde. Bij de WK in Berlijn verloren ze in de derde ronde van de Cubaansen Dalixia Fernández en Tamara Larrea, waarna ze in de vijfde herkansingsronde definitief werden uitgeschakeld door het Nederlandse duo Rebekka Kadijk en Merel Mooren. Daarnaast namen ze deel aan twaalf FIVB-toernooien waarbij ze negen toptienklasseringen behaalden. In Sint-Petersburg wonnen ze brons en in Milaan en Bali werden ze vierde.
Het daaropvolgende seizoen deed het tweetal mee aan elf toernooien. Ze eindigden zesmaal op het podium; ze boekten een overwinning (Montreal), een tweede plaats (Vitória) en vier derde plaatsen (Stavanger, Marseille, Parijs en Warschau). In 2007 behaalden ze in negen wedstrijden vier vierde plaatsen (Shanghai, Seoel, Montreal en Berlijn). Bij de WK in Gstaad kwamen Barros en Ana Paula niet verder dan de zestiende finale die ze verloren van het Griekse duo Vasso Karadassiou en Vasiliki Arvaniti. Het seizoen daarop speelde ze vijf wedstrijden in de World Tour met Pires. Ze kwamen niet verder dan een zeventiende plaats bij hun laatste wedstrijd in Guarujá. Na afloop beëindigde Barros haar sportieve carrière.

### Politiek
In 2014 stelde Barros zich verkiesbaar als districtsafgevaardigde van het Federaal District namens de Partido Republicano Brasileiro (PRB). Van 2015 tot en met 2018 diende ze vervolgens als minister van sport en vrije tijd van het Federaal District. In oktober 2018 werd Barros namens de Partido Socialista Brasileiro (PSB) verkozen als federale senator. Sinds 2019 vertegenwoordigt ze daardoor als eerste vrouw het Federaal District in de Braziliaanse senaat.

## Palmares

### Zaal
- 1992: 4e OS
- 1995:  World Cup
- 1995:  Grand Prix
- 1996:  Grand Prix
- 1996:  OS
- 1998: 4e WK
- 1998:  Grand Prix
- 1999:  Pan-Amerikaanse Spelen
- 1999:  World Cup
- 1999:  Grand Prix
- 2000:  Grand Prix
- 2000:  OS

### Beach
Kampioenschappen
- 2005: 9e WK

FIVB World Tour
- 2005:  Sint-Petersburg Open
- 2006:  Grand Slam Stavanger
- 2006:  Marseille Open
- 2006:  Montreal Open
- 2006:  Grand Slam Parijs
- 2006:  Warschau Open
- 2006:  Vitória Open

## Persoonlijk
Barros is sinds 2008 getrouwd met voormalig beachvolleyballer en olympisch kampioen Emanuel Rego. Ze hebben samen een zoon.